# Туччи, Джузеппе
Джузе́ппе Ту́ччи (итал. Giuseppe Tucci; 5 июня 1894, Мачерата, Марке, Италия — 5 апреля 1984, Сан-Поло-дел-Кавальери, Италия) — итальянский тибетолог, индолог и религиовед. Академик Италии (1929), профессор. Специалист по истории буддизма. Считается основоположником итальянской тибетологии.

## Академическая деятельность
В раннем возрасте добился серьёзных успехов в изучении языков (иврита, китайского и санскрита), а также древней истории. В 1911 году собранная юным учёным коллекция латинских эпиграфов была опубликована в престижном «Обозрении Германского археологического института». Несмотря на трудности, связанные с Первой мировой войной, в 1919 году Джузеппе благополучно окончил филологический факультет Римского университета.
Спустя шесть лет он отправился в Британскую Индию, и поселился в Шантиникетане (предместье Калькутты), где находился крупный образовательный центр, основанный Рабиндранатом Тагором. Там он стал преподавать итальянский и китайский языки, параллельно изучая буддизм и тибетский язык и публикуя труды разнообразной тематики.
В 1929 году научное сообщество Италии удостаивает Туччи звания академика (Accademico d’Italia). В 1930 году, проведя пять лет в Индии (успев поработать, помимо Шантиникетана, в университетах Калькутты, Дакки и Варанаси), востоковед возвращается на родину. Его приглашают на должность профессора китайского языка и литературы в неаполитанский Университет Востока, и Туччи едет на юг Италии, однако в сфере его интересов первое место занимает не ханьская, а индо-тибетская, гималайская культура. Это находит отражение в работах, созданных им на рубеже 1920—1930-х годов, посвящённых, в частности, философии Дигнаги и истории индийско-тибетского отшельничества и аскетизма.
В ноябре 1932 года Джузеппе Туччи возвращается в альма-матер, где становится во главе кафедры религии и философии Индии и Дальнего Востока. Здесь он занимался научными изысканиями и преподавательской деятельностью вплоть до 1969 года.
Между 1929 и 1948 годами академик совершил восемь научных экспедиций в Тибет, исследовав неизвестные европейской науке монастыри различных традиций. Первые результаты были опубликованы в 1932 году в Риме в издании «Indo-Tibetica». Всего вышло семь томов этой серии. По замечанию В. М. Монтлевича, материалы экспедиций Туччи бесценны, «ибо время и культурная революция в Китае уже многое погубили» из виденного итальянским тибетологом. Собранные в ходе поездок в «Страну снегов» исторические и этнографические источники многочисленны и разнообразны. К их числу относятся буддийские и бонские тексты, скульптуры, тханки, а также около 12 000 качественных фотографических снимков.
В течение 1950-х годов Туччи предпринял экспедиции в Непал (1950—1954), Пакистан (1955), Афганистан (1957) и Иран (1959), где осуществлял археологические раскопки и реставрацию буддийских памятников.
Не менее успешно шла кабинетная работа — анализ и систематизация источников и подготовка публикаций. Труды учёного политематичны, однако предпочтение неизменно отдаётся духовной культуре Гималайского региона. Монографии «Tibetan Painted Scrolls» (1949), «Teoria e pratica del Mandala» (1949), «Tibet, paese delle nevi» (1967), «Религии Тибета» (1970) признаются в Италии и за её пределами (в том числе в СССР) новым словом в изучении этой темы и несколько раз переиздаются при жизни автора на разных языках.
Помимо исследований, Джузеппе Туччи вёл активную организаторскую деятельность. В 1933 году он вместе с философом Джованни Джентиле основывает Итальянский институт Ближнего и Дальнего Востока (Istituto per il Medio e l’Estremo Oriente), на базе которого в 1995 году был открыт Итальянский институт Африки и Востока. Под его руководством издавались пользующиеся мировым авторитетом научные серии: «Asiatica», «East and West», «Serie Orientale Roma» и другие. Фактически личными усилиями Туччи в Италии сформировалась крупнейшая в Европе буддологическая школа.
В 1959 году учёный стал членом-корреспондентом Британской академии. В 1979 году он удостоился премии Бальцана, которую разделил с Эрнестом К. Лабрусом.

## Политика и публицистика
Подобно многим учёным периода Муссолини, Дж. Туччи официально поддерживал итальянский фашистский режим, тесно сотрудничая с его идеологом Джентиле. В ноябре 1936 — январе 1937 года Туччи был представителем Муссолини в Японии, куда был послан для улучшения итало-японских отношений, а также для ведения фашистской пропаганды. 27 апреля 1937 года он по поручению дуче выступил на радио с речью на японском. Есть мнение, что его неутомимая деятельность в этой стране подготовила почву для вступления Италии в Антикоминтерновский пакт, состоявшегося 6 ноября того же года. 
Туччи писал популярные статьи для итальянского государства, в которых критиковал рационализм европейской индустриализации 1930-х — 1940-х годов и высказывал стремление к подлинному существованию в соприкосновении с природой, которое, как он утверждал, можно было встретить в Азии. По словам тибетолога Дональда Лопеса-младшего, «для Туччи Тибет был экологическим раем и вневременной утопией, в которой промышленная Европа, фигурально выражаясь, могла спастись и обрести мир, исцеление от западных недугов, и в которой Европа могла найти своё собственное изначальное прошлое, дабы вернуться к нему».

## Публикации
Перу Туччи принадлежит около 360 научных публикаций. Несколько работ переведено на русский язык. Ниже приведена краткая библиография учёного.
- Полемика в монастыре Самье / пер. с англ. А. И. Бреславца // Гаруда. — 1997. №1, №2.
- Религии Тибета / пер. с итал. О. В. Альбедиля. — СПб.: Евразия, 2005.
- Святые и разбойники неизведанного Тибета: дневник экспедиции в Западный Тибет. 1935 / пер. с итал. А. А. Малыгина. — СПб.: Алетейя, 2004.
- A Lhasa e oltre. — Roma: La Libreria dello Stato, 1950.
- Asia religiosa. — Roma: Partenia, 1946.
- Il libro tibetano dei morti. — Milano: Bocca, 1949.
- Indo-tibetica 1: Mc’od rten e ts’a ts’a nel Tibet indiano ed occidentale: contributo allo studio dell’arte religiosa tibetana e del suo significato. — Roma: Reale Accademia d’Italia, 1932.
- Indo-tibetica 2: Rin c’en bzan po e la rinascita del buddhismo nel Tibet intorno al Mille. — Roma: Reale Accademia d’Italia, 1933.
- Indo-tibetica 3: I templi del Tibet occidentale e il loro simbolismo artistico. 2 vols. — Roma: Reale Accademia d’Italia, 1935—1936.
- Indo-tibetica 4: Gyantse ed i suoi monastery. 3 vols. — Roma: Reale Accademia d’Italia, 1941.
- Italia e Oriente. — Milano: Garzanti, 1949.
- Nepal: alla scoperta dei Malla. — Bari: Leonardo da Vinci, 1960.
- Preliminary report on two scientific expeditions in Nepal. — Roma: IsMEO, 1956.
- Storia della filosofia indiana. — Bari: Laterza, 1957.
- Teoria e pratica del Mandala. — Roma: Astrolabio, 1949.
- The Sacred Character of the Kings of Ancient Tibet // East and West. Vol. VI. № 3. 1955. P. 197—205.
- The Tombs of the Tibetan Kings. — Roma: IsMEO, 1950.
- Tibet. — Genève: Nagel, 1973.
- Tibet, paese delle nevi. — Novara: De Agostini, 1967.
- Tibetan folksongs from the district of Gyantse. — Ascona: Artibus Asiae, 1949.
- Tibetan Painted Scrolls. 3 voll. — Roma: Istituto Poligrafico e Zecca dello Stato, 1949.